# Valle del Mis
La valle del Mis o canale del Mis è una vallata dolomitica della provincia di Belluno, la quale collega Sospirolo, in Valbelluna, a Sagron Mis in provincia di Trento. Rappresenta una delle principali vie di accesso al Parco nazionale delle Dolomiti Bellunesi.
La valle è segnata dal corso del torrente Mis che si muove tra il gruppo del Pizzocco, sulla destra orografica, e i Monti del Sole, alla sinistra. La prima metà è in gran parte occupata dal lago del Mis, bacino artificiale la cui diga si trova proprio all'imbocco della vallata.

## Storia
Fino a un tempo relativamente recente, la valle del Mis era punteggiata da numerosi insediamenti rurali abitati stabilmente, distribuiti nel fondovalle o lungo i pendii più assolati. La costruzione della diga con la conseguente formazione del lago artificiale (1957-1962) ha finito per sommergere gli abitati più bassi e gli spazi coltivabili, nonché la vecchia strada che si snodava lungo il fondovalle. Ad accelerare l'abbandono della valle ha contribuito l'alluvione del 1966, sicché dal 1972 risulta completamente disabitata.

## Geografia antropica
Nella valle restano ancora alcuni borghi disabitati.

### Gena
Suddivisa nelle tre borgate di Gena Alta, Media e Bassa, disposte tra i 400 e gli 800 m di altitudine, si trova in comune di Sospirolo. Gli abitati toccavano un tempo i 300 abitanti ma, per l'alluvione del '66 e l'emigrazione, oggi risultano completamente disabitati. Gena Bassa è inoltre quasi scomparsa nel 1962 per la formazione del lago artificiale del Mis; venne solo ricostruita la chiesa di San Remedio. Durante la seconda guerra mondiale, Gena Alta fu colpita da un violento rastrellamento nazista, che vide l'uccisione di sei giovani e l'incendio del paese.

### La Stua
Villaggio localizzato lungo la strada del canale, compreso nel comune di Gosaldo. Fondato con fini meramente abitativi, si è poi evoluto in luogo di transito, caratterizzandosi per la presenza di un'ex osteria e di un vecchio opificio comprendente una segheria, un mulino e un'officina meccanica e da fabbro.

### California
Paese sorto nel XIX secolo con lo sfruttamento delle miniere di mercurio di Vallalta, che all'epoca erano le seste al mondo in termini di produzione. Nel 1962 le miniere di Vallalta furono chiuse, ma l'economia fu sostenuta dal turismo. La fine del paese fu decretata dall'alluvione del 1966: ora è visibile solo qualche rudere nascosto dalla vegetazione.

## Galleria d'immagini

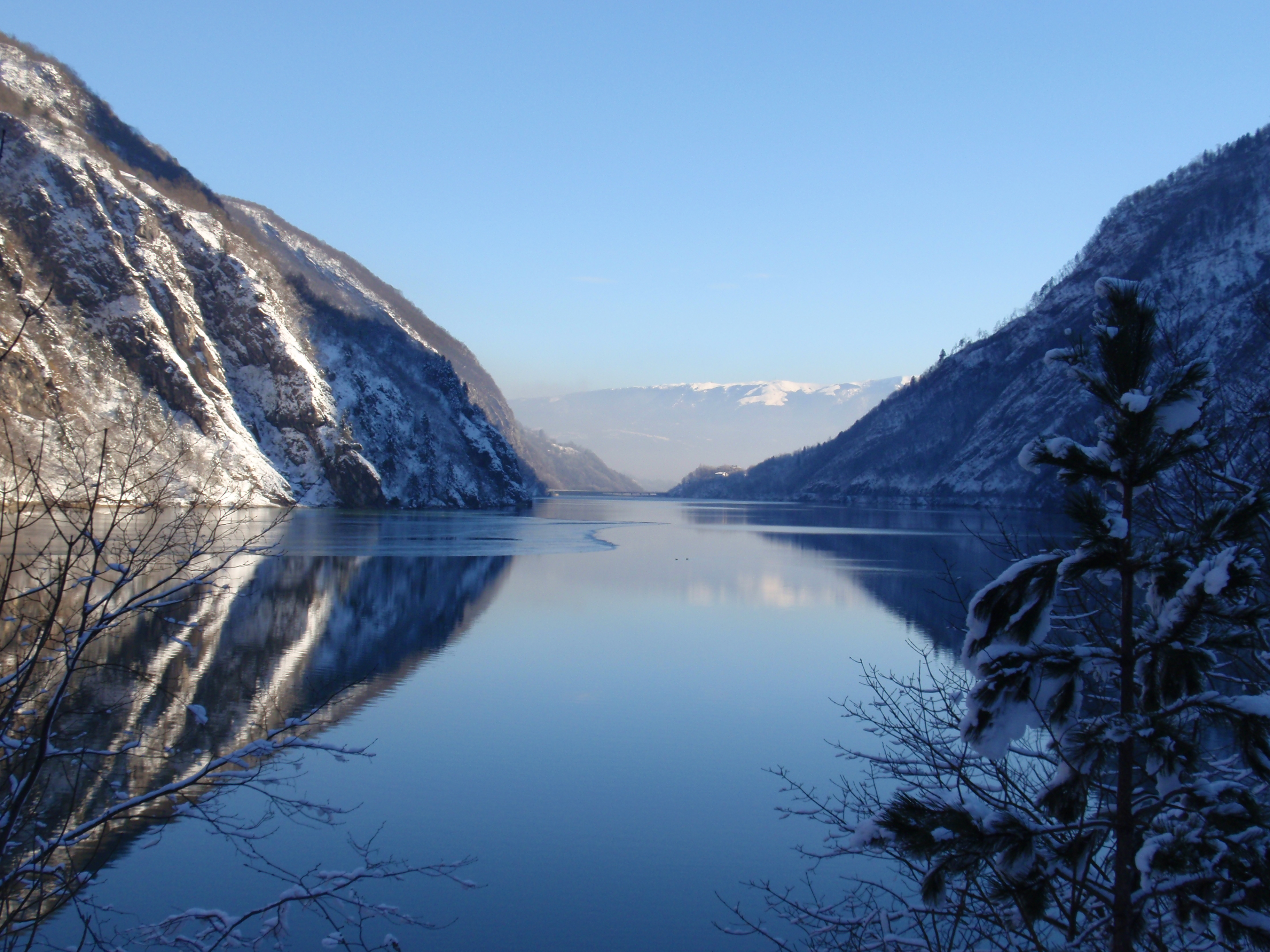
Lago del Mis
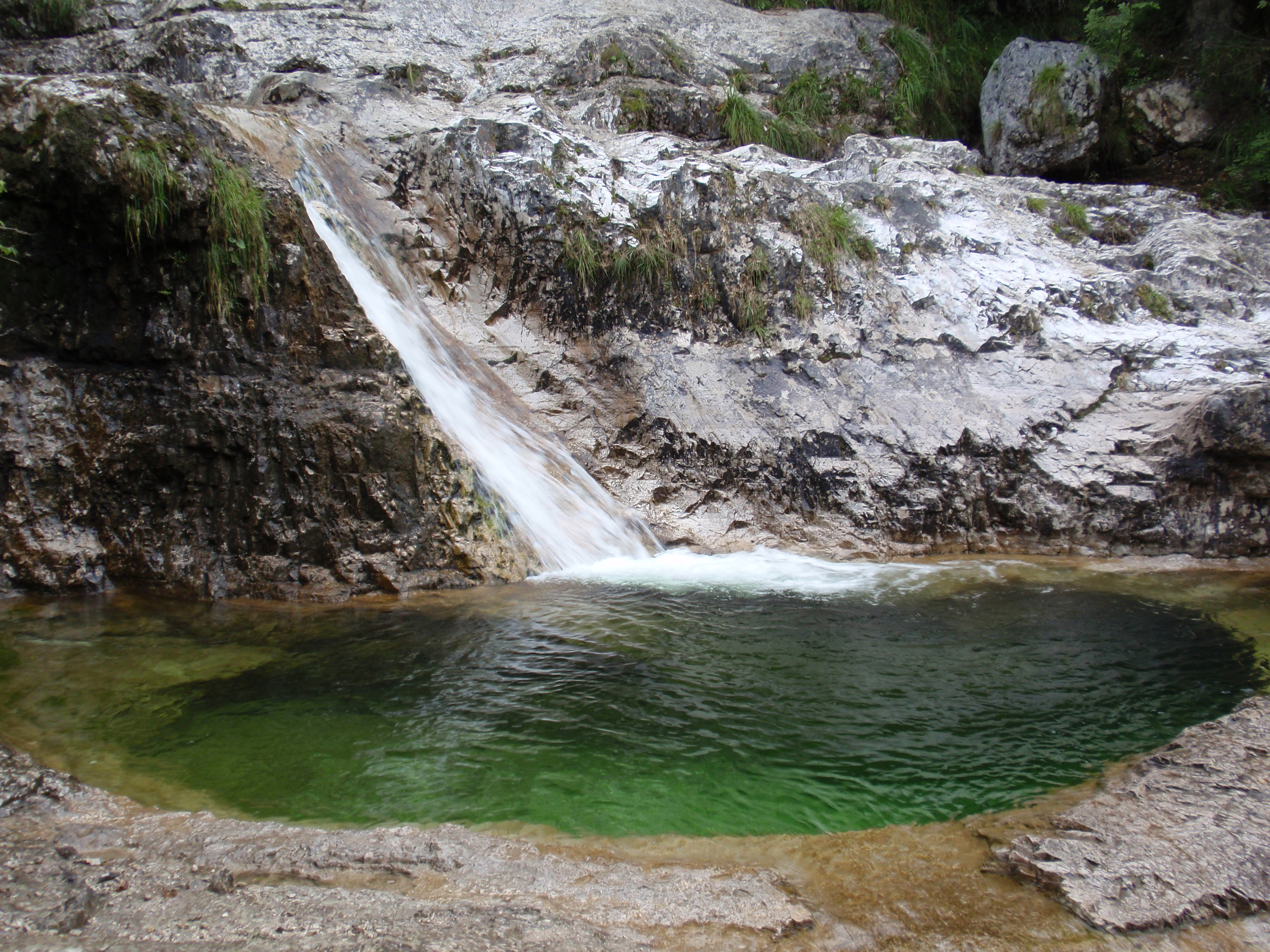
Cadini del Brenton
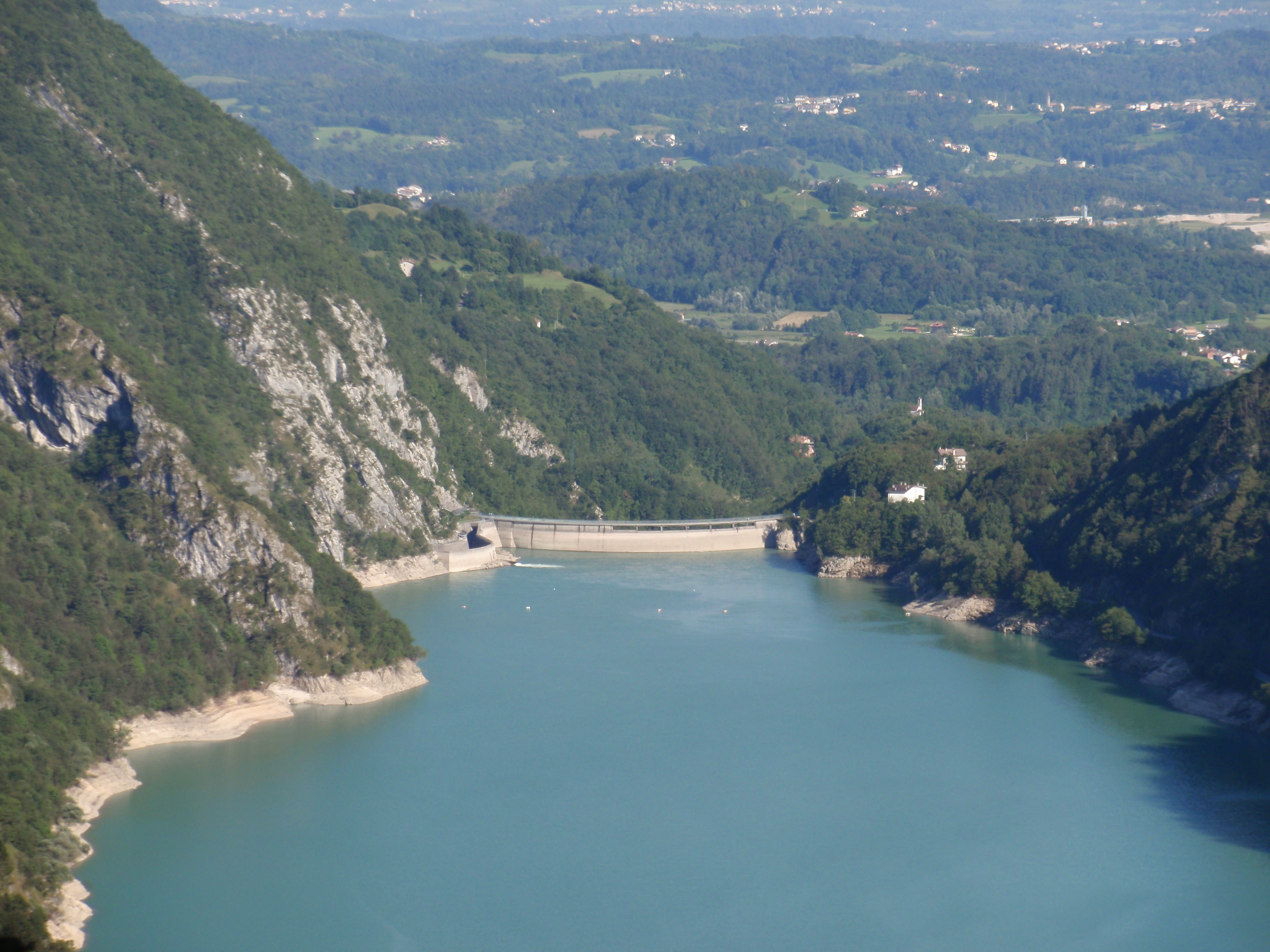
Lago del Mis (vista verso la diga)